# Das Hornunger Heimweh

Titelbild der Reclam-Ausgabe, 1959

Das Hornunger Heimweh ist eine Erzählung von Werner Bergengruen, die 1942 in Leipzig erschien.
Georg Friedrich Busch, in Südamerika zu Reichtum gekommen, sucht das Rezept gegen sein Heimweh nach Südbaden.

## Inhalt
Georg wächst vor dem Weltkrieg in Hornungen am See im südbadischen Fürstentum Thann-Ballenstein auf. Der Jugendliche verliebt sich in Elisabeth Williger. Nach dem ersten Kuss kommt ihm der drei Jahre ältere Alphons Kürtzell in die Quere. Die Dreiecksbeziehung endet im Streit und in der Katastrophe. Während eines Ausflugs kentert auf der nächtlichen Heimfahrt das Ruderboot und Kürtzell bleibt spurlos verschwunden. Georg sucht Kürtzell erfolglos und flüchtet in panischer Angst vor der gerichtlichen Verurteilung nach Südamerika. Bereits 1849 waren ihm Hornunger Revolutionäre nach dorthin vorausgeflüchtet. Georg hat in Übersee das Glück des Tüchtigen. Er wird reich und Grundbesitzer. Ein rückhaltloser Briefwechsel mit Elisabeth, die sich inzwischen im Nordosten des Reiches aufhält, beginnt. Georg erfährt, er ist zu lebenslangem Zuchthaus verurteilt. Georg macht Elisabeth einen brieflichen Antrag. Sie will ihn heiraten, stirbt aber auf der Überfahrt. Georgs großes Heimweh beginnt. Nach umständlicher Vorbereitung hat er das Mittel gegen seine „Krankheit“ gefunden. Georg entdeckt in Südamerika seinen „Doppelgänger“ Josef Schachtner, der gegen Bezahlung mit ihm nach Europa reist und sich für Georg in Hornungen auf die Anklagebank setzt. Georg beobachtet den Strafprozess vom sicheren Basel aus. Der falsche Georg bekommt lebenslänglich und landet im Landeszuchthaus Eckartsberg. Georg kann nicht anders – er verlässt den ausländischen Beobachtungsposten und reist – mutig geworden – nach Hornungen. Im Hotel trifft Georg auf den totgeglaubten Kürtzell, der auch aus der Schweiz angereist ist. Kürtzell erzählt, eigentlich wollte er Georg aus dem Zuchthaus holen. Des Rätsels Lösung: Kürtzell floh nach dem Bootsunglück vor Schulden und einem angeblich von ihm schwangeren Mädchen. Kürtzells Mutter hatte dann jahrelang die Prämie der Lebensversicherung für den „toten“ Sohn kassiert. Der Schluss: Georg verzeiht Kürtzell, ordnet die Verhältnisse und geht mit Schachtner nach Südamerika; bereitet seine endgültige Heimkehr nach Hornungen vor.

## Ortsnamen
Bergengruen nennt im Text „Orte, die kein Atlas außer dem meinen verzeichnet“.
In den dreißiger und vierziger Jahren war Werner Bergengruen häufig zu Gast in Überlingen am Bodensee beim Künstlerkreis auf der Rehmenhalde, wo er vor allem Kontakt zum Schriftsteller Bruno Goetz pflegte, der dort lebte. Er verweilte hier "mit immer neuer Freude. Ich kenne ihn in allen Jahreszeiten", schrieb er über den Bodensee, "und in jeder Jahreszeit, in jedem Wechsel der Witterung ist er mir lieb. Er gehört zu den Landschaften, die dem Menschen seine Schwere nehmen und ihn beglücken und fruchtbar machen können. Mein hauptsächlichster Einkehrort am Bodensee ist immer Überlingen gewesen. Nicht, daß ich diese geliebte Stadt abkonterfeit hätte: aber ein paar Züge von ihr wird man in meiner Erzählung 'Das Hornunger Heimweh' wiederfinden." (Anmerkung 7)
Einzelne topographische Angaben passen auf Überlingen, die Lage des Bahnhofs, die Erwähnung des "Badhotels", des "Seegartens" und des Hotels Goldener "Ochsen", wo üblicherweise ein "Weißherbst" getrunken wird, das "Aufkirche(ne)r Tor" oder die Erinnerung an ein "Gefecht mit den Schweden" durch eine wiederkehrende Prozession.

## Form
Das Ende der Erzählung – der totgeglaubte Kürtzell taucht frisch und munter auf – ist vorhersehbar.

## Rezeption
Bergengruen, nach dem „Verlust der baltischen Heimat zum westlichen Städter“ geworden, thematisiert in der Erzählung das Heimweh.

## Buchdruck
Der Schriftsatz der Süddeutschen Verlagsanstalt und Druckerei in Ludwigsburg von 1949 ist nicht frei von Druckfehlern – z. B.
- … der … in der Hauptstadt einer der großer Republiken lebte.[6]
- Kürtzel statt Kürtzell.[7]